# 麻永站
麻永站（韓語：마영역）是朝鮮民主主義人民共和國南浦市温泉郡麻永里的一個鐵路車站，属于龍岡線。

## 邻近车站
龍岡線
龍月站 - 麻永站